# 直通急行
直通急行（ちょくつうきゅうこう）とは、かつて日本の私鉄で使われていた列車種別の一種である。

## 京阪電気鉄道・京阪神急行電鉄
京阪電気鉄道が1934年（昭和9年）9月1日に新京阪線と十三線の直通列車として十三駅 - 京阪京都駅間に設定した種別で、淡路駅 - 京阪京都間は天神橋方面の急行と併結して運転されていた。1938年（昭和13年）10月1日の改正で一旦消滅し、天神橋方面の準急が急行、急行が特急に改められた後、1941年（昭和21年）11月1日の改正で復活した。平日は以前と同じく天神橋方面の急行との併結運転だったが、休日は単独で運行した。1943年（昭和18年）10月1日からは京阪電気鉄道と阪神急行電鉄との合併で成立した京阪神急行電鉄による運行となり、1944年（昭和19年）4月8日からは宝塚本線乗り入れによる梅田 - 京都間の直通運行が実現した。
この直通急行は戦災により1945年（昭和20年）6月に運行休止となり、同年10月10日より十三 - 京都間の運転を再開するが、再開時以降の列車種別は急行であった。

## 名古屋鉄道
名古屋鉄道が1940年（昭和15年）から1944年（昭和19年）頃まで設定していた列車種別で、高山本線直通列車が土休日運転から終日雲天に変更された際、従来の特急から改めて命名された。新名古屋駅開業時の名鉄線内の停車駅は新名古屋駅、岩倉駅、古知野駅（現・江南駅）、犬山橋駅（現・犬山遊園駅）であった。

## 近畿日本鉄道
阪伊間臨時列車の伊勢志摩号に用いられた当初の種別名が直通急行であったが、急行との誤乗対策から高速に改められた。